# Brénaz
Brénaz era una comuna francesa situada en el departamento de Ain, de la región de Auvernia-Ródano-Alpes, que el 1 de enero de 2019 pasó a ser una comuna delegada de la comuna nueva de Arvière-en-Valromey.

## Geografía
Está ubicada en el sureste del departamento, a 22 km al norte de Belley.

## Demografía
| 115 | 116 | 103 | 92 | 95 | 105 | 93 | 91 | 104 |
| Para los censos de 1962 a 1999 la población legal corresponde a la población sin duplicidades (Fuente: INSEE [Consultar]) |     |     |    |    |     |    |    |     |